# Vahtang Koridze
Vahtang Koridze, grúzul: ვახტანგ ქორიძე (Batumi, 1949. december 24. –) szovjet válogatott grúz labdarúgó, hátvéd, középpályás.

## Pályafutása

### Klubcsapatban
1967 és 1969 között a Dinamo Batumi, 1969–70-ben a Dinamo Tbiliszi, 1971 és 1974 között ismét a Dinamo Batumi, 1975 és 1980 között újra a Dinamo Tbiliszi labdarúgója volt. 1981-ben a Gurija Lancshuti csapatában fejezte be az aktív labdarúgást. A Dinamo Tbiliszi csapatával egy szovjet bajnoki címet és két kupagyőzelmet ért el. 

### A válogatottban
1979-ben négy alkalommal szerepelt a szovjet válogatottban és egy gólt szerzett.

## Sikerei, díjai
Dinamo Tbiliszi
- Szovjet bajnokság
  - bajnok: 1978
- Szovjet kupa
  - győztes (2): 1976, 1979

## Statisztika

### Mérkőzései a szovjet válogatottban
| Szovjetunió | Szovjetunió       | Szovjetunió                     | Szovjetunió | Szovjetunió | Szovjetunió   | Szovjetunió  | Szovjetunió | Szovjetunió |
| #           | Dátum             | Helyszín                        | Hazai       | Eredmény    | Vendég        | Kiírás       | Gólok       | Esemény     |
| ----------- | ----------------- | ------------------------------- | ----------- | ----------- | ------------- | ------------ | ----------- | ----------- |
| 1.          | 1979. március 28. | Szimferopol, Lokomotiv Stadion  | Szovjetunió | 3 – 1       | Bulgária      | barátságos   | -           |             |
| 2.          | 1979. április 19. | Tbiliszi, Dinamo Stadion        | Szovjetunió | 2 – 0       | Svédország    | barátságos   | -           | 70'         |
| 3.          | 1979. május 5.    | Moszkva, Központi Lenin Stadion | Szovjetunió | 3 – 0       | Csehszlovákia | barátságos   | 1           | 17'         |
| 4.          | 1979. május 19.   | Tbiliszi                        | Szovjetunió | 2 – 2       | Magyarország  | Eb-selejtező | -           | 70'         |
|             | Összesen          |                                 |             | 4           | mérkőzés      |              | 1           | gól         |